# Джеймс Воркмен (веслувальник)
Джеймс Воркмен (англ. James Workman, 30 квітня 1908 — 15 жовтня 1983) — американський академічний веслувальник.
Олімпійський чемпіон 1928 року в складі вісімки.